# Bathophilus nigerrimus
Bathophilus nigerrimus es una especie de pez de la familia Stomiidae en el orden de los Stomiiformes.

## Morfología
• Los machos pueden llegar alcanzar los 12,2 cm de longitud total.

## Hábitat
Es un pez de mar y de aguas profundas.

## Distribución geográfica
Se encuentra en el  Atlántico oriental (frente a las costas de Gibraltar y Sudáfrica, y desde el Sahara Occidental hasta el Gabón), el Mediterráneo occidental, Atlántico occidental (entre 20°N y 27°N, y desde el Brasil hasta la Argentina), el Índico y el Pacífico.